# 本川越站
本川越站（日语：／ Hongawagoe eki */?）是位於日本埼玉縣川越市新富町一丁目，屬於西武鐵道新宿線的鐵路車站。2012年10月20日設立了「時之鐘與藏之町」的副站名。
車站編號是SS29，是新宿線的終點站。

## 車站構造
港灣式月台2面3線的地面車站。

### 月台配置
| 月台 | 路線       | 目的地                       | 備註               |
| ---- | ---------- | ---------------------------- | ------------------ |
| 1    | 新宿線     | 所澤、高田馬場、西武新宿方向 | 一般類別用         |
| 2    | 新宿線     | 所澤、高田馬場、西武新宿方向 | 特急「小江戶」專用 |
| 3    | （未使用） | （未使用）                   | （未使用）         |
| 4    | 新宿線     | 所澤、高田馬場、西武新宿方向 | 一般類別用         |

|                                                                    | ↑ JR川越線西川越站↑東武東上本線川越市站        |  |
| ← 南大塚站                                                         | 西武鐵道新宿線 本川越站、脇田信號場間 配線略圖 |  |
|                                                                    | ↓ 川越站                                       |  |
| 图例 参考文献： 左：脇田信號場、右：本川越站（截至2001年12月15日） |                                                |  |

## 使用情況
- 西武鐵道 - 2016年度1日平均上下車人次為51,046人[利用客数 1]。
西武鐵道全部92個車站當中排行第18位。

近年1日平均上下、上車人次的推移如下表。
| 年度               | 1日平均 上下車人次 | 1日平均 上車人次 | 來源              |
| ------------------ | ------------------ | ---------------- | ----------------- |
| 1997年（平成09年） | 48,621             |                  |                   |
| 1998年（平成10年） | 47,896             |                  |                   |
| 1999年（平成11年） | 47,487             | 24,019           | [ 埼玉県統計 1 ]  |
| 2000年（平成12年） | 47,939             | 24,232           | [ 埼玉県統計 2 ]  |
| 2001年（平成13年） | 48,004             | 24,205           | [ 埼玉県統計 3 ]  |
| 2002年（平成14年） | 48,123             | 24,278           | [ 埼玉県統計 4 ]  |
| 2003年（平成15年） | 48,332             | 24,361           | [ 埼玉県統計 5 ]  |
| 2004年（平成16年） | 47,940             | 24,142           | [ 埼玉県統計 6 ]  |
| 2005年（平成17年） | 47,492             | 23,918           | [ 埼玉県統計 7 ]  |
| 2006年（平成18年） | 47,750             | 24,035           | [ 埼玉県統計 8 ]  |
| 2007年（平成19年） | 47,744             | 23,970           | [ 埼玉県統計 9 ]  |
| 2008年（平成20年） | 48,686             | 24,404           | [ 埼玉県統計 10 ] |
| 2009年（平成21年） | 48,518             | 24,305           | [ 埼玉県統計 11 ] |
| 2010年（平成22年） | 47,680             | 23,959           | [ 埼玉県統計 12 ] |
| 2011年（平成23年） | 47,138             | 23,764           | [ 埼玉県統計 13 ] |
| 2012年（平成24年） | 48,253             | 24,286           | [ 埼玉県統計 14 ] |
| 2013年（平成25年） | 48,920             | 24,577           | [ 埼玉県統計 15 ] |
| 2014年（平成26年） | 48,880             | 24,554           | [ 埼玉県統計 16 ] |
| 2015年（平成27年） | 49,266             | 24,751           | [ 埼玉県統計 17 ] |
| 2016年（平成28年） | 51,046             |                  |                   |

## 車站周邊
- 本川越站大樓
  - 川越太子酒店
  - 西武本川越PePe
- 伊藤洋華堂川越店
- 埼玉里索納銀行本川越支行
- 八十二銀行川越支行
- 武藏野銀行川越支行
- 三菱東京UFJ銀行川越支行
- 瑞穗銀行川越支行
- 東武東上線川越市站（步行到約需10分鐘）
- JR東日本川越線川越站（步行到約需15分鐘）
- 川越市公所
- 喜多院
- 丸廣百貨店川越本店
- 埼玉縣立川越女子高等學校

## 公車客運

### 市區公車
- 西武巴士（*符號是經川越站）
  - [新所02] 開往新所澤站東出口*
  - [本51] 開往下赤坂*
  - [本52] 開往川越綠園（川越グリーンパーク）*
  - [本53] 開往今福中臺*
  - [本54] 開往川越營業所*
  - [川越34] 開往霞野（經今成）*
  - [川越35] 開往霞野（經尚美學園大學）*
  - [川越35-1] 開往尚美學園大學*
  - [無號] 開往南古谷站（經喜多院）
  - [本50] 開往川越營業所（經南大塚站入口）
  - [川越100] 開往川越水上公園（只夏季運營、川越站起點）
- 東武巴士（起點是川越站東出口）
  - [川越01] 開往神明町車庫
  - [川越02] 開往東松山站
  - [川越03] 開往免許中心（經鴻巢站、一部開往新荒子的區間車）
  - [川越04] 開往桶川站
  - [川越05] 埼玉醫大循環
  - [川越06] 開往上尾站（一部開往川越運動公園的區間車）
  - [川越09] 開往先鋒公司
  - [若01] 開往若葉站
  - [東坂02] 開往坂戶車庫
  - 名02 小江戸循環巴士（蔵乃町先走）
- 飛鷹巴士
  - 小江戶巡迴巴士

### 機場聯絡公車
- 西武巴士、飛鷹巴士、東京空港交通聯營
  - 開往羽田機場

## 歷史
- 1895年（明治28年）3月21日：川越鐵道川越站開業。現在的川越站、川越市站、本川越站之中最老車站。
- 1940年（昭和15年）7月22日：随着國鐵川越站開業、更名本川越站。
- 1990年（平成2年）8月2日：建成新站房。
- 1991年（平成3年）9月5日：車站大樓開業。
- 1998年（平成10年）：改建月臺。

## 相鄰車站
西武鐵道
 新宿線
- ■特急「小江戶」始發、終到站

■通勤急行（只限上行）
狹山市（SS26） ← 本川越（SS29）
■急行、■準急、■各站停車
南大塚（SS28）－本川越（SS29）

## 外部連結
- 本川越 - 西武鐵道